# Božidar Peter
Božidar Peter (Zagreb, 3. ožujka 1938. – 24. travnja 2012.) bivši je hrvatski rukometaš, trener i novinar.
Božidar Peter bio je dio prve uspješne generacije bjelovarskog Partizana. S klubom je tri puta osvojio Prvenstvo Jugoslavije u rukometu, jednom Kup Jugoslavije i došao do finala Kupa europskih prvaka 1962. gdje su izgubili od njemačkog Frisch Auf Göppingena. Božidar je sačuvao loptu s te utakmice i danas se nalazi u prostorijama RK Bjelovara. Dvanaest godina bio je jedan od glavnih oslonaca bjelovarskog Partizana, bilo kao igrač ili strijelac. Imao je startnu brzinu, izvanrednu pojedinačnu igru i brzi izbačaj lopte, tako da je prvih sezona bio daleko najuspješniji strijelac svoje momčadi.
Igrao je za reprezentaciju Jugoslavije na Svjetskom prvenstvu 1958. u Njemačkoj Demokratskoj Republici i na Svjetskom prvenstvu 1961. u Zapadnoj Njemačkoj.
Prešao je u Rijeku gdje je završio igračku karijeru i počeo trenirati RK Kvarner. Radio je u „Novom listu” kao novinar.